# Brusselse Kaas
Brusselse Kaas, esto es, Queso de Bruselas, es un queso belga que se elabora con leche descremada pasteurizada de vaca. Tiene forma redonda o de tubo. Es un queso que a lo largo de sus tres meses de maduración se lava y seca con regularidad. La textura resulta suave y seca. Es un queso muy aromático. El sabor es suave, ácido y cítrico, con regusto fuerte y salado. Se le considera un queso de mesa, para untar y como tentempié. También puede verse escrito como Brusselae Kaas, Fromage de Bruxelles (en francés) o Hettekees .